# Вајл дер Штат
Вајл дер Штат (њем. Weil der Stadt) град је у њемачкој савезној држави Баден-Виртемберг. Једно је од 25 општинских средишта округа Беблинген. Према процјени из 2010. у граду је живјело 19.082 становника. Посједује регионалну шифру (AGS) 8115050.

## Географски и демографски подаци
Вајл дер Штат се налази у савезној држави Баден-Виртемберг у округу Беблинген. Град се налази на надморској висини од 406 метара. Површина општине износи 43,2 km². У самом граду је, према процјени из 2010. године, живјело 19.082 становника. Просјечна густина становништва износи 442 становника/km².